# Divisões administrativas de terras da Austrália

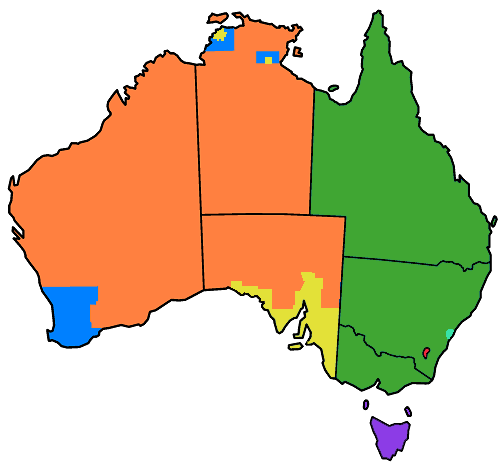
Sem condados, paróquias ou hundreds
Antigos condados, nenhuma outra subdivisão
Condados, subdivididos em hundreds
Condados, subdivididos em paróquias
Distritos, parcialmente subdivididos em divisões (subúrbios). (Território da Capital Australiana)
Distritos de terra (anteriormente condados), subdivididos em paróquias, e anteriormente com hundreds.
Condados, subdivididos em paróquias, e anteriormente com hundreds também (Cumberland apenas)

Divisões administrativas de terras da Austrália refere-se às partes do Austrália, que são divididas em unidades cadastral de governo local, paróquias, hundreds, e outras divisões para fins de posse da terra. Muitos títulos de propriedade na Austrália estão listados como sendo na paróquia e condado.
O conjunto dos estados do leste de Queensland, Nova Gales do Sul, Victoria e Tasmânia foram divididos em condados e paróquias no século XIX, embora os condados da Tasmânia foram renomeados distritos da terra no século XX. Partes do sul da Austrália]] (sudeste) e Austrália Ocidental (sudoeste) foram divididos igualmente em condados, e havia também cinco condados em uma pequena parte do Território do Norte. No entanto, a Austrália do Sul tem subdivisões de hundreds em vez de paróquias, juntamente com o Território do Norte, que fazia parte do Sul da Austrália, quando as hundreds foram proclamadas.
Havia também anteriormente hundreds na Tasmânia. Houve pelo menos 600 condados, 544 hundreds e pelo menos 15.692 paróquias na Austrália, mas não há nenhuma dessas unidades para a maioria das regiões escassamente habitadas central e ocidental do país.
Os condados na Austrália não têm nenhuma função administrativa ou política, ao contrário da Inglaterra, Estados Unidos ou Canadá. Austrália, usa áreas de governo local, incluindo shires, distritos, conselhos e municípios de acordo com o estado, como a subdivisão de segundo nível.

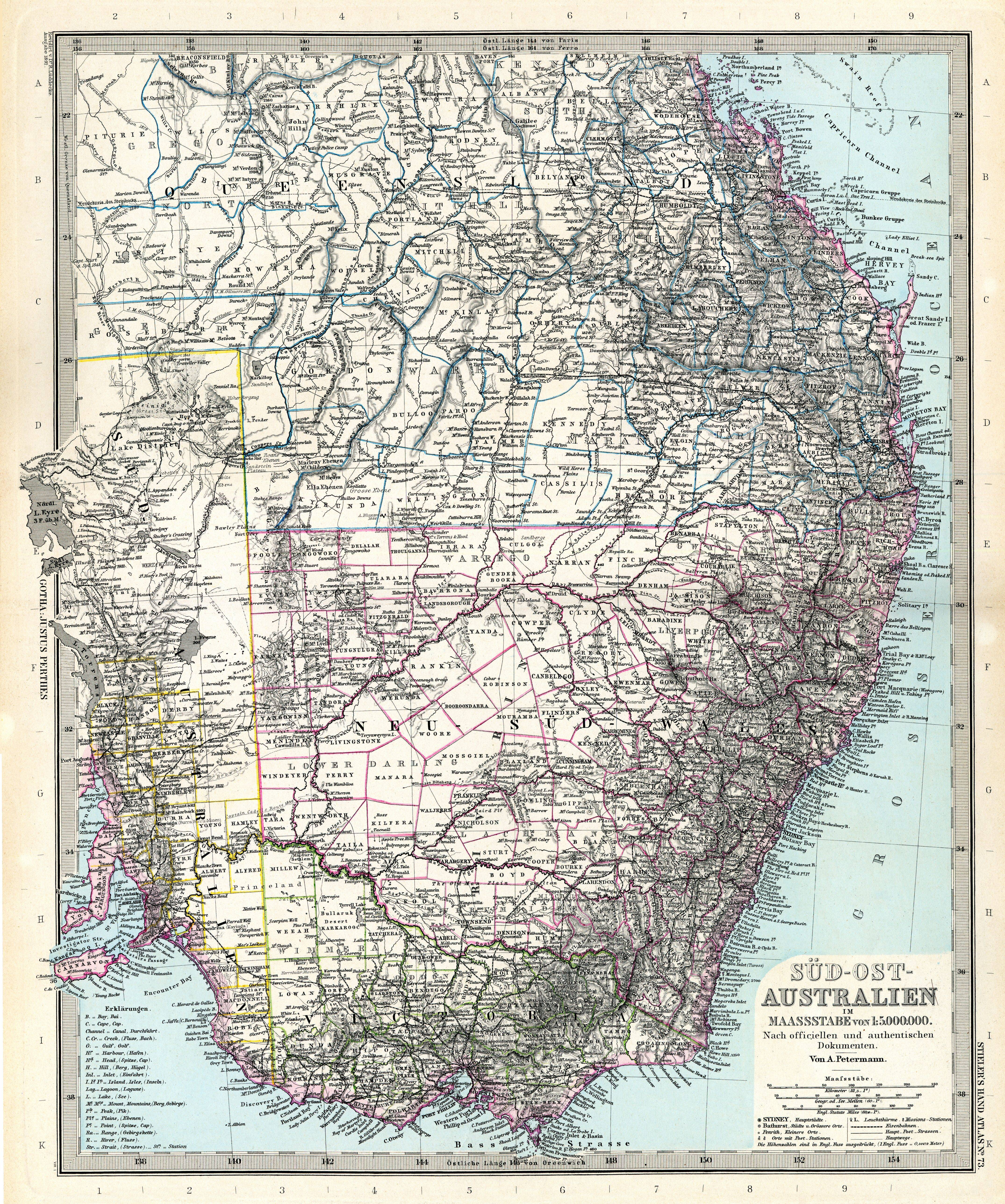
1891 Mapa alemão do sudeste da Austrália que mostra muitas das divisões.

Alguns outros estados também foram divididos em divisões de terra e distritos de terra; No século XIX os distritos de terra serviram às vezes como o nome da região para as partes do estado onde os condados não tinham sido proclamados ainda. Abaixo estão os grupos de parcelas conhecidas como planos depositados, planos registrados ou planos de títulos (dependendo do estado). Queensland tem planos registrados; Nova Gales do Sul e Austrália Ocidental, têm planos depositados; enquanto Victoria tem planos certificados. A terra pode ser identificada usando o número deste plano de subdivisão realizado com o departamento de terras, Em vez de com uma unidade nomeada como uma paróquia (ou ambos podem ser usados); É cada vez mais comum usar apenas o número do plano. Dentro destes são parcelas de terra individuais, tais como lotes; No total, estima-se que cerca de 10,2 milhões destes na Austrália. As diversas unidades cadastrais aparecem em certificados de título, que são dados volume, e números de folio; Estes números por si só são por vezes utilizados para identificar parcelas de terra, ou em combinação com as outras unidades. Mapas detalhados dessas divisões são necessários desde a introdução do sistema título Torrens de um registro central de terras no Sul da Austrália em 1858, Que se espalhou para as outras colônias. Enquanto os dados cadastrais desde a década de 1980 foram digitalizados, ainda existem muitos mapas antigos mostrando essas divisões realizadas em coleções de bibliotecas australianas, como a Biblioteca Nacional da Austrália, bem como em bibliotecas estaduais.

## História

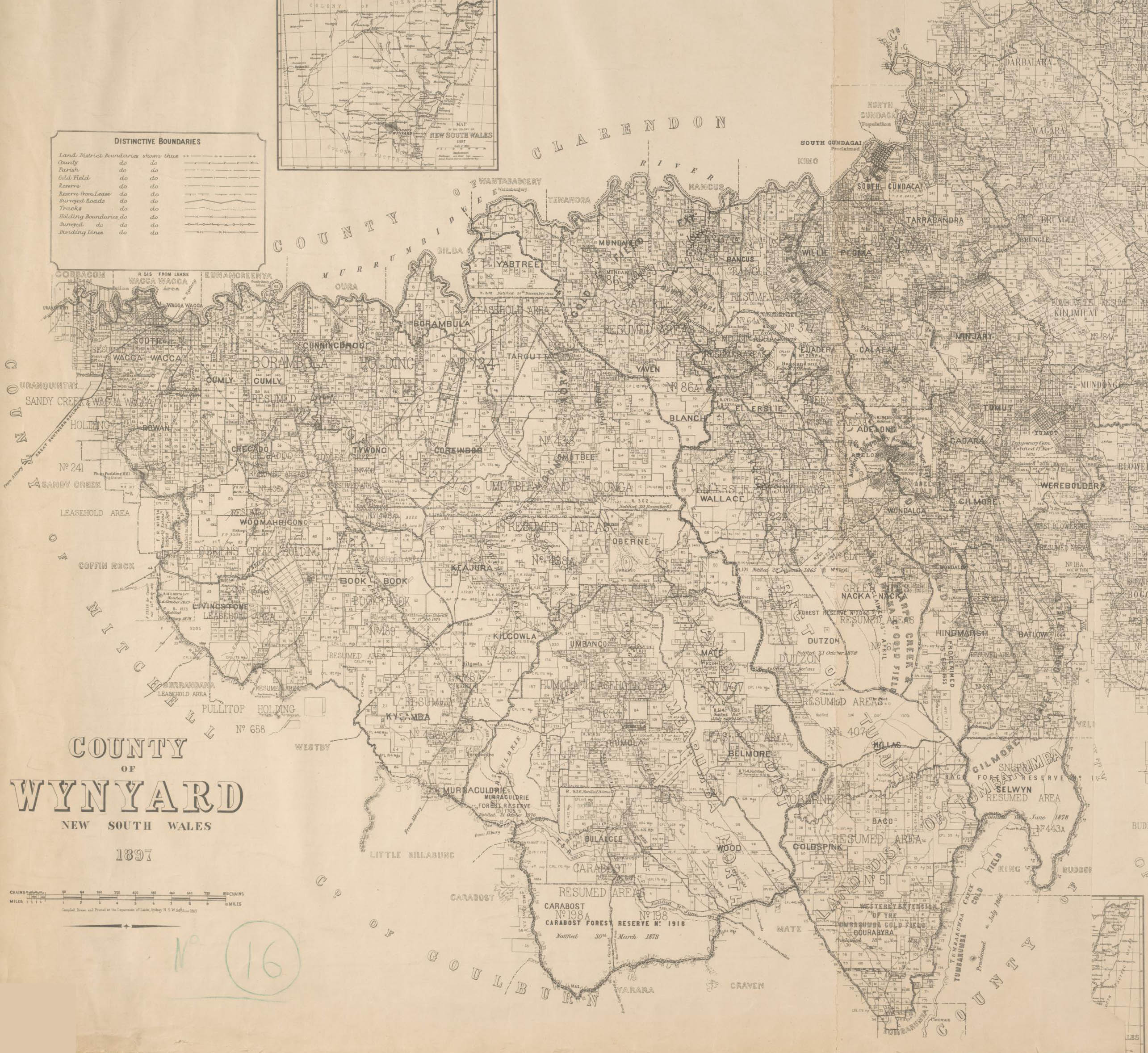
1897 cadastral map of the Condado de Wynyard, Nova Gales do Sul, mostrando paróquias e limites de propriedade.

Os condados foram usados desde os primeiros assentamentos britânicos na  Austrália, com o Condado de Cumberland proclamado pelo Capitão Phillip em 4 de junho de 1788. Em 1804 o governador King dividiu Terra de Van Diemen em dois condados; Buckingham no sul e Cornwall no norte.  As paróquias datam das pesquisas realizadas depois de 1825, com as instruções dadas a Governador  Brisbane em 23 de junho de 1825 para dividir a colônia em condados, hundreds e paróquias.  Neste tempo havia cinco condados proclamados já em Novo Gales do Sul: Cumberland, Westmoreland, Camden, Argyle e Northumberland. Os 19 condados no sudeste de Nova Gales do Sul foram os limites de localização da colônia em um período após 1829, com a área fora deles originalmente dividida em distritos, e mais tarde também em condados e paróquias.  Os condados foram estabelecidos logo após a fundação de outras colônias australianas.
Muitos dos condados têm nomes ingleses, frequentemente os nomes dos condados na Inglaterra, tais como Devon, Dorset, Cornwall e Kent condados na Tasmânia. Menos freqüentemente, alguns têm nome aborígene Tais como o Condado de Yungnulgra em Nova Gales do Sul, e Condado de Croajingolong em Victoria.
O uso de condados, hundreds e paróquias era popular na Austrália no século XIX, com muitos mapas das colônias australianas mostrando estas divisões, e vilas e cidades frequentemente listado em seu condado. Casos jurídicos referenciados do condados, e muitos registros genealógicos para a Austrália no século XIX lista o condado e paróquia para a localização do nascimento, mortes e casamentos. A 1911 Britannica Também descreve vilas e cidades australianas como sendo em seu respectivo condado, incluindo a maioria das capitais:
Melbourne, Condado de Bourke; Sydney, Condado de Cumberland;Brisbane, Condado de Stanley; Adelaide, Condado de Adelaide; e Hobart, Condado de Buckingham. No entanto, não é mencionado que Perth estava localizado no Condado de Perth, como até mesmo por esta altura nomes condado foram raramente usado na Austrália Ocidental, onde não cobriam todas as áreas assentadas, ao contrário dos outros estados. Em vez disso, o sistema de divisões de terras e distritos de terra foi usado, com a maior parte de Perth localizado nos distritos de terra de Swan, Canning e Cockburn Sound, todos no Divisão do Sudoeste da Austrália Ocidental.
Os condados e as paróquias são referenciados ainda na lei de propriedade, e nos instrumentos de relações de trabalho, por exemplo em uma concessão de Nova Gales do Sul, que exclui as pessoas do Condado de Yancowinna. Existem exemplos de atribuição similares em outros estados e territórios que foram subdivididos em condados. O Condado de Yancowinna é também a única parte de Nova Gales do Sul que está em um fuso horário diferente para o resto do estado, como mencionado no Australian Standard Time Act de 1987. Os condados também são usados na papelada para títulos hipotecários em bancos. Paróquias e condados são também mencionados nas definições de distritos eleitorais.

## Uso

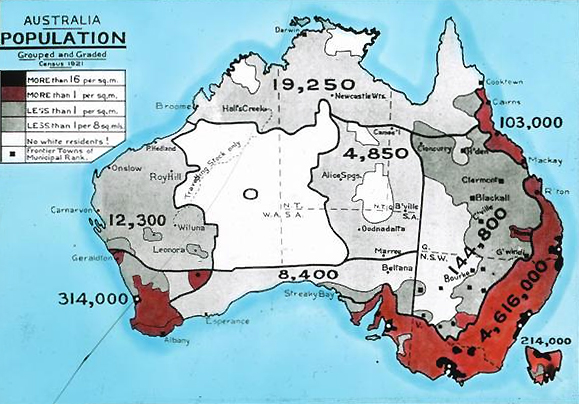
Mapa de densidade populacional, 1921. unidades de terra igualmente divididos têm pouca relevância em um país onde a população é altamente distribuída de forma desigual.

Condados, desde então, caiu fora de uso na Austrália, e raramente são usados ou até mesmo conhecidos pela maioria da população de hoje. Parte da razão é que os condados são baseados no tamanho da terra, em vez de população, então em um grande país onde a maioria da população vive em cidades na costa, enquanto o campo tem uma densidade populacional muito baixa, eles têm pouca relevância. Os condados que contêm as cidades capitais têm milhões de pessoas, enquanto aqueles em áreas remotas têm uma população muito pequena. O Condado de Adelaide, por exemplo, tem uma população maior do que todos os outros condados no Sul da Austrália combinados. Outra razão é que muitas fronteiras dos condados seguem rios, tendo sido proclamado antes dos assentamentos desenvolvidos, o que significa que as cidades que tipicamente crescem em rios muitas vezes se encontram em mais de um condado. Wangaratta, por exemplo, está localizado na junção dos rios Ovens e King, e está assim em três condados; Moira, Delatite e Bogong.
Alguns dos nomes de condado vivem por ser o mesmo nome de áreas do governo local de hoje, nomes de região geral, cidades ou estabelecimentos na área. Por exemplo, o atual Shire of Plantagenet e Shire de Victoria Plains na Austrália Ocidental estão na área similar ao Condado de Plantagenet e Condado de Victoria, respectivamente. A cidade moderna de Devonport na Tasmânia está localizada no Condado de Devon.Algumas regiões promovem o nome do condado, como o condado de Argyle, Enquanto o Condado de Cadell (aproximadamente na área Murray Shire) é ainda o nome para um vinhedo  e motor lodge na mesma área.

## Por estado/território

### Território da Capital Australiana

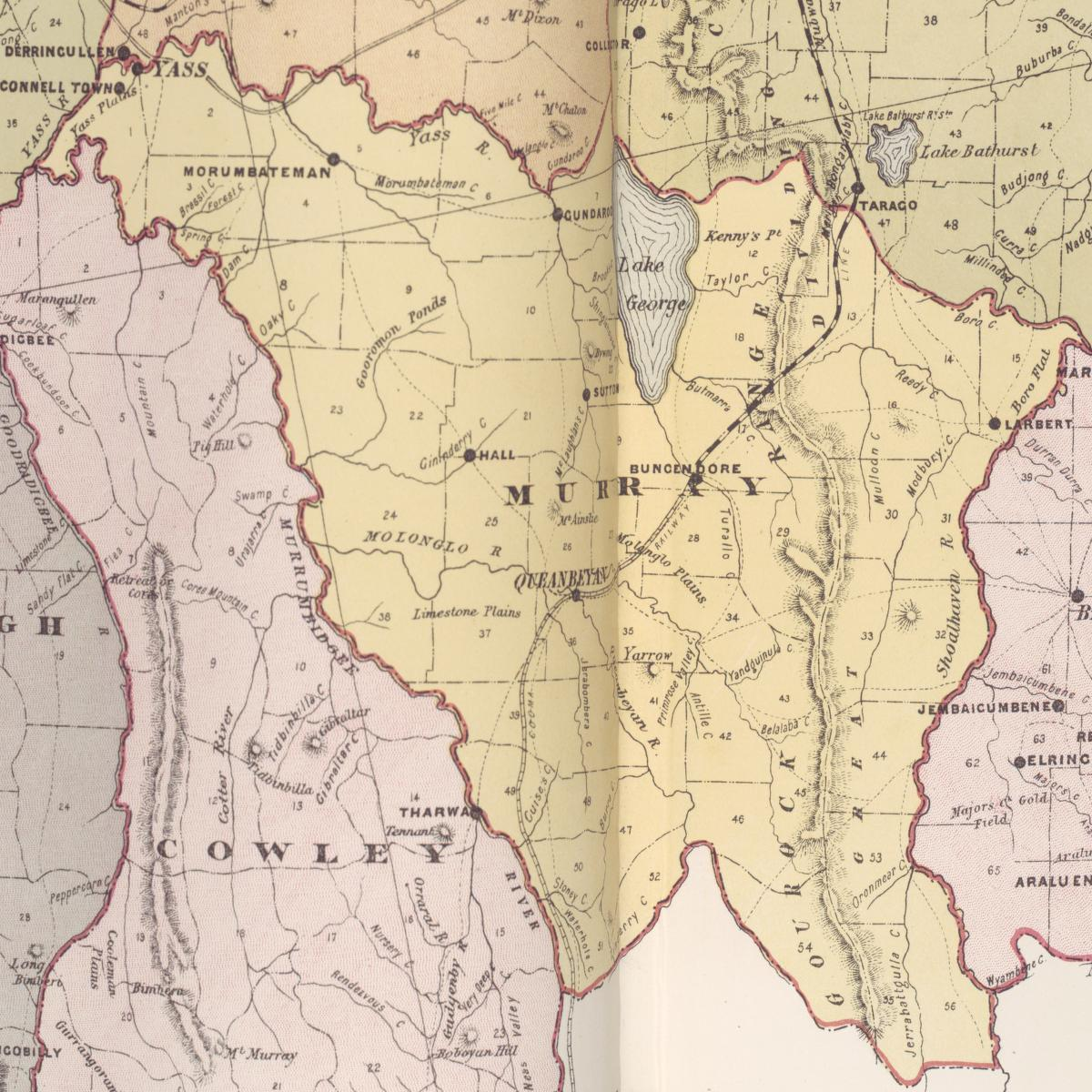
Mapa de Murray e Cowley condados em Nova Gales do Sul em 1886, partes de que se transformariam eventualmente o Território da Capital Australiana

A terra que se tornou a Território da Capital Australiana foi feita a partir de terras nos condados de Nova Gales do Sul de Murray e Cowley. Isto inclui quatro ex-paróquias de Camberra, Yarrolumla, Narrabundah e Gigerline em Murray e 15 ex-paróquias em Cowley, enquanto a terra em partes de outras paróquias desses países também se tornam parte do ACT. Também, em 1915, parte do Paróquia de Bherwerre no condado de St Vincent foi transferido para o governo federal para se tornar o Território da Baía Jervis, que foi parte do ACT até auto-governo em 1989. Murray fica a leste do rio Murrumbidgee, com tudo o que é agora Camberra dentro dele, com Cowley ao oeste do rio. As paróquias e os condados não são usados atualmente nos títulos do ACT. Em vez disso, o Distritos Act 1966 dividiu o ACT em 18 distritos: Camberra Central (que inclui Norte interior e Sul interior de Camberra), Woden Valley, Belconnen, Jerrabomberra, Majura, Tuggeranong, Weston Creek, Gungahlin, Stromlo, Kowen, Hall, Coree, Paddys River, rio Cotter, Tennent, Rendezvous Creek, Booth e Mount Clear. As partes destes localizados em Camberra em si são divididos em divisões (ex.:. Subúrbios), seções e blocos. Por exemplo, a Biblioteca Nacional da Austrália está localizada na Seção 27, Blocos 4, 5 e 8, Divisão de Parkes, Distrito central de Camberra

### Nova Gales do Sul

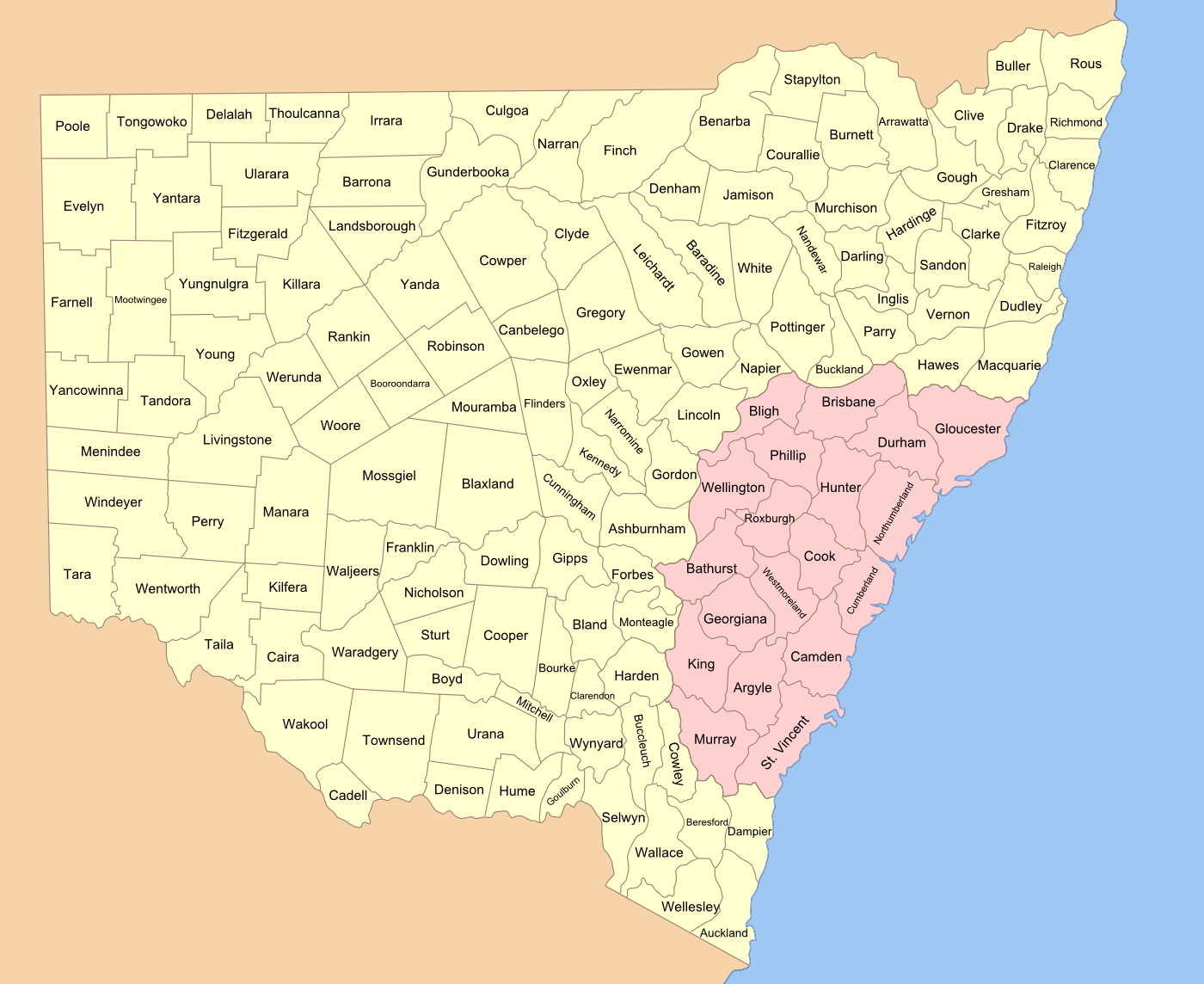
Os 141 condados de Nova Gales do Sul, com o original Dezenove condados mostrado em rosa

Existem 141 condados e 7459 paróquias em Nova Gales do Sul. O Condado de Cumberland, em que Sydney está localizada, tem a maior população. O original Dezenove condados foram os limites da colonização no início do século XIX. Os documentos legais descrevem o número do lote, número do plano depositado, paróquia e condado. Por exemplo, o Sydney Opera House é  descrito no Lote 5 do Plano Depositado 775888, no Bennelong Point, Paróquia de St. James, Condado de Cumberland, cidade de Sydney Observe que os municípios de administração de terras não são os mesmos Concelhos de condado que foram utilizados para administrar água e eletricidade, como o Concelho de Condado Goldenfields Water. ou o Conselho do Condado Tablelands Central que não correspondem com um concelho de administração da terra. Entretanto, houve alguns condados da administração de terra que tiveram concelhos de condado: Cumberland (1945–63), Northumberland (1948–63) e Rous (1940-pres., com nome comercial de Rous Water

### Território do Norte

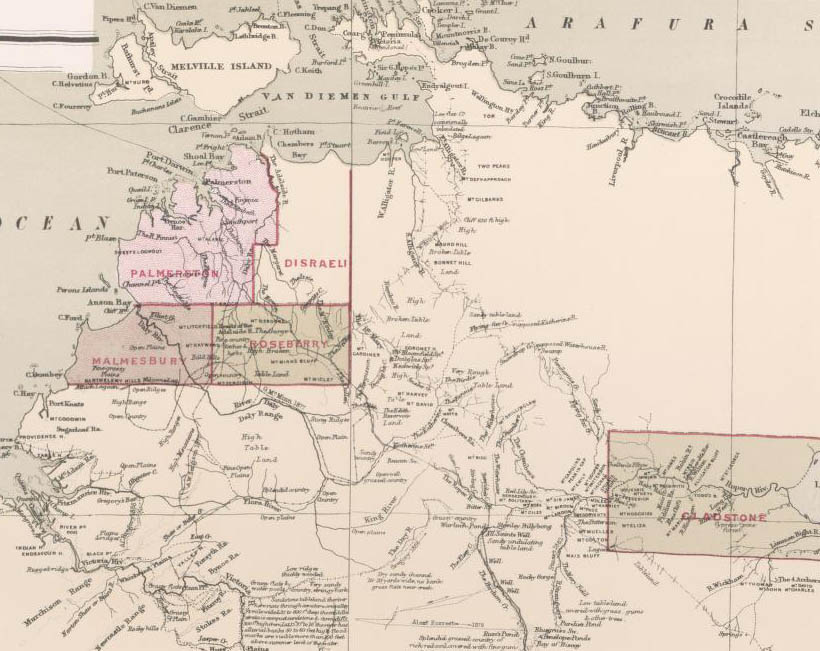
Mapa de 1886 mostrando a pequena Território do Norte perto de Darwin subdividido em cinco condados

Havia apenas cinco condados no Território do Norte, que foram divididos em hundreds.
- Disraeli (condado)
- Malmesbury (condado)
- Palmerston (condado) (contendo Darwin)
- Roseberry (condado) (contendo Pine Creek)
- Gladstone (condado) (separada dos outros, no Arnhem Land na área do rio Roper)

Darwin está localizado no Hundred de Bagot no Condado de Palmerston: geralmente apenas o nome hundred, não o condado, é mencionado. Este é dividido em seções. Um exemplo da maneira como os locais são descritos para Darwin é Aeroporto Internacional de Darwin listados como sendo na "Seção 3381, Hundred de Bagot do plano LT089/067A"  Em Alice Springs, onde não há hundreds ou condados, os documentos legais indicam o número do lote, cidade e número do plano, por exemplo "Lote 8721 cidade de Alice Springs, plano (s) LTO96/016"

### Queensland

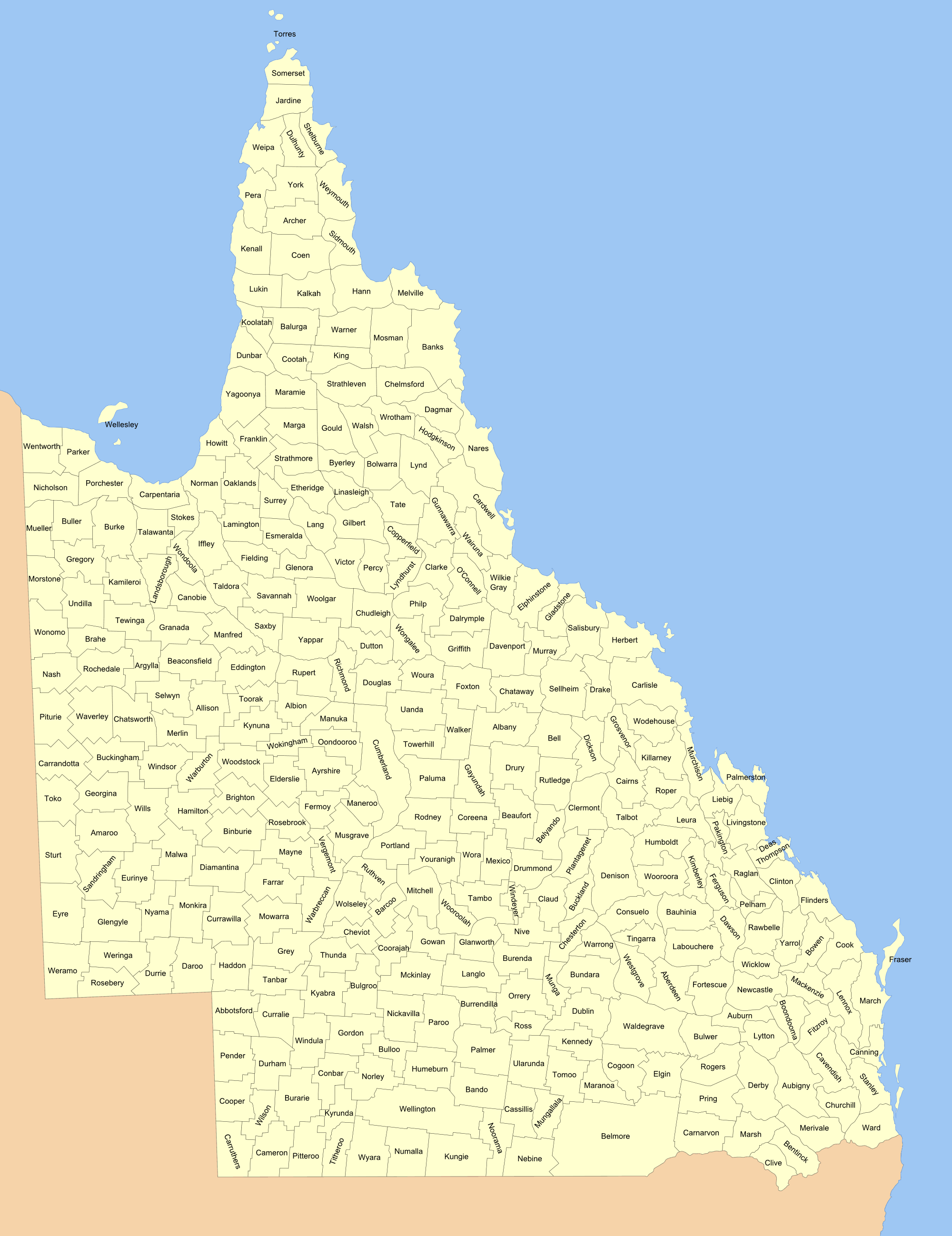
Os 319 condados de Queensland em 1901.

Atualmente existem 322 condados em Queensland, subdivididos em 5.319 paróquias. No século XIX, havia 109 condados, que foram posteriormente divididos em 319 em 1901. Os condados que contêm a maior população são aqueles na costa leste com o Condado de Stanley contendo Brisbane; o Condado de Ward contendo a Gold Coast e o Condado de Canning contendo Caboolture. Vários destes foram condados em Nova Gales do Sul antes de Queensland tornar-se uma colônia separada em 1859. Os documentos legais listam o número do lote, o número do plano registrado, o condado e a paróquia. Por exemplo, a terra do governo perto de Brisbane Cricket Ground Descrito como "Lote 2 no Plano Registrado B31553, Condado de Stanley, Paróquia de South Brisbane". Em 2006, o Departamento de Recursos Naturais de Queensland, Mines e Water estava considerando abolir Condados e Paróquias e usar apenas números de Lote e Plano para identificar parcelas de terra.

### Austrália do Sul

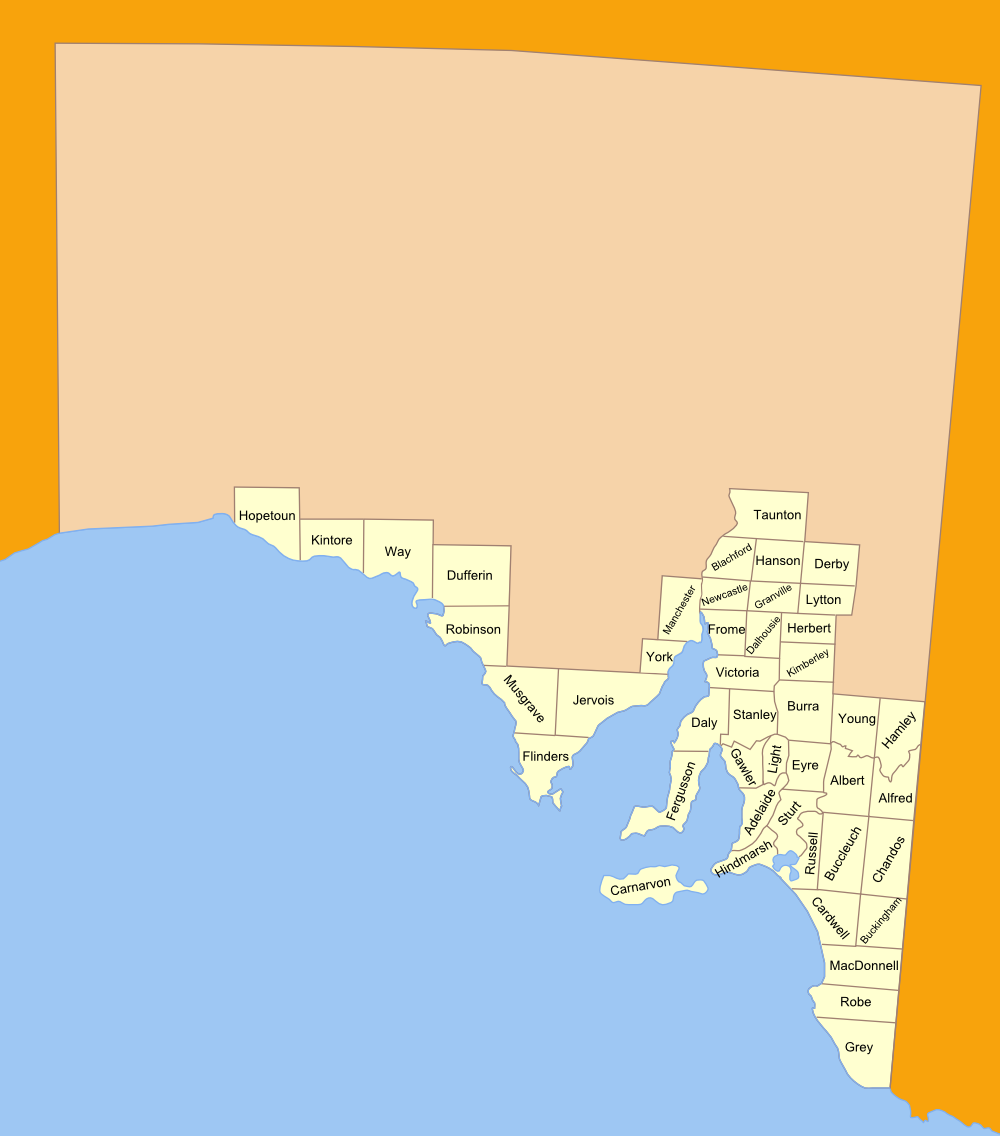
Os 45 condados da Austrália do Sul em 1893; mais tarde foram proclamados mais quatro

Existem 49 condados no sul da Austrália, principalmente no sudeste do estado. Todos, exceto o 3 dos condados são subdivididas em um total de 535 Hundreds. 5 mais hundreds proclamados entre 1853 e 1860 foram anulados em 1870. Além disso, 10 hundreds com nomes de origem alemã foram renomeados após comandantes aliados ou batalhas em 1918, 8 desses 10 estavam programados para renomear em 1916, mas os nomes aborígenes sugeridos na época foram rejeitados. Em vários momentos, outros 3 nomes foram propostos, mas nunca foram adotados. Todos 561 (535+5+10+8+3) atuais, obsoleto ou proposto. Nomes de Hundreds estão listados no site oficial da Austrália do Sul, online gazetteer Placenames Online. A cidade de   Adelaide está localizada no Hundred de Adelaide no Condado de  Adelaide. O condado da Adelaide ocupou pelo menos 60% da população da Austrália do Sul entre 1855 e 1921; O valor subiu para 70,6% em 1966.  Todos os condados existentes foram proclamados até 1900, exceto para Le Hunte (proclamado em 1908), Bosanquet  (proclamado em 1913), e Hore-Ruthven (proclamado em 1933).
Parcelas de terra na maioria das áreas residenciais são identificadas com o Plano depositado ou Arquivado número do Plano com um número de lote suplementar, por exemplo: "Loteamento 20 em Plano Depositado (DP) 11270". Em muitas áreas rurais e historicamente em áreas residenciais, a terra é descrita com o número da seção, hundred e condados, por exemplo "Seção 53, Hundred de Borda, Condado de Carnarvon", ou o número de lote suplementar dentro das cidades governamentais. Às vezes, uma combinação é usada, como "alocação 1 (DP 25326), Hundred de Munno Para".
Muitas vezes, apenas o nome hundred é usado, não do condado, como cada um hundred tem um nome exclusivo tornando o nome do condado redundante.

### Tasmânia

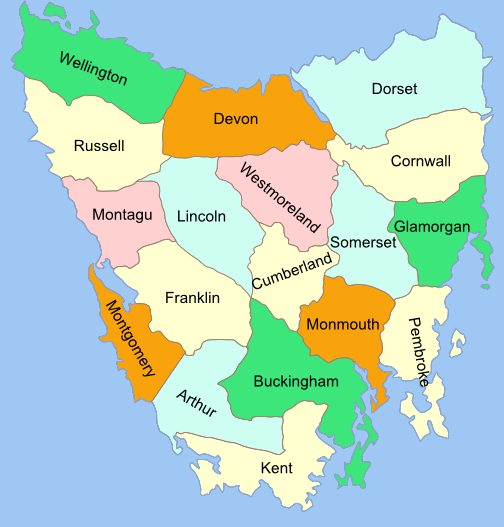
Os 18 distritos de terra (anteriormente condados) na ilha de Tasmânia

Tasmânia é dividida em 20 distritos de terra, subdivididos em 480 paróquias. Estes incluem os 18 condados anteriores, que foram renomeados distritos de terra em fevereiro de 2011 e manteve as mesmas fronteiras. Além disso ilha Flinders e ilha King agora são distritos. No século XIX e início do século XX, a Tasmânia teve 18 condados. Os condados originais foram divididos em Hundreds (contendo quatro paróquias), mas essa distinção raramente foi observada. Lista de documentos legais números de lote, números do plano, paróquias e distritos de  terra. Por exemplo, "Lote N ° 2 no Plano No. P.14486, Paróquia de Sorell, Distrito de terra de Pembroke" 

### Victoria

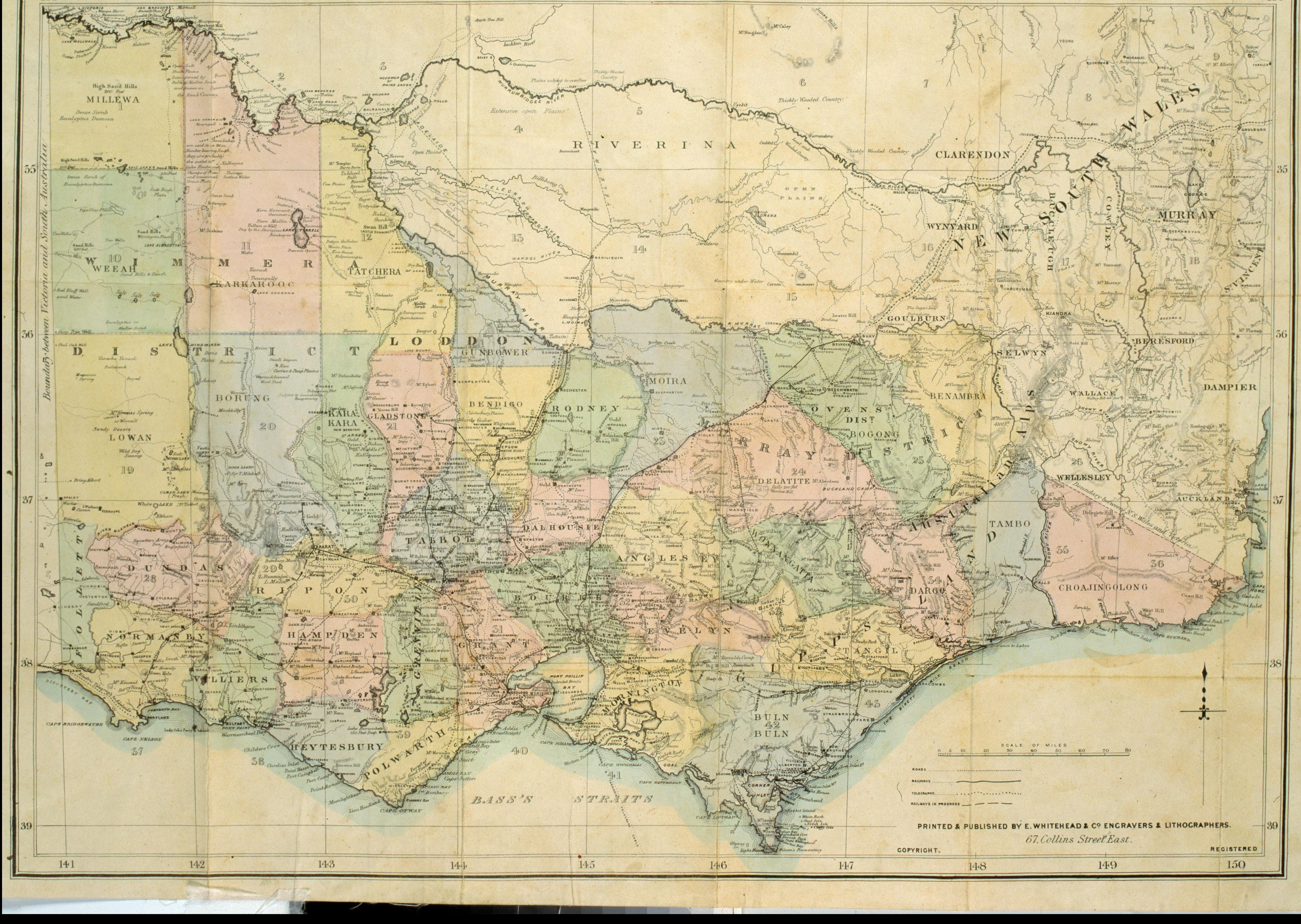
37 condados de Victoria

Os condados de Victoria foram publicados em etapas entre 1849 e 1871. Existem 37 condados, com aproximadamente 40 x 40 milhas de tamanho, que são ainda divididos em 2914 paróquias. As paróquias foram subdivididas em seções de vários tamanhos para venda como alocações agrícolas ou designadas como uma cidade e depois divididas em seções e estas subdivididas em alocações da coroa. No entanto, muitas paróquias em Victoria não seguem as fronteiras do condado, algumas sendo localizadas em mais de um município, ao contrário de Nova Gales do Sul. O condado com a maior população é o Condado de Bourke, que contém Melbourne. Documentos legais podem descrever o Condado, Paróquia, Township (se houver um), Seção, número de alocação da Coroa e número do Plano Certificado. Por exemplo: "Condado de  Dalhousie, Paróquia de Lauriston, Sendo 2 hectares, sendo alocação da Coroa 2, seção 40" ou
"Paróquia de Ballarat, Condado de Grant.. Alocação da Coroa 29, Seção 101, Township de  Ballarat East.. Como mostrado no Plano Certificado No. 105127" 

### Austrália Ocidental

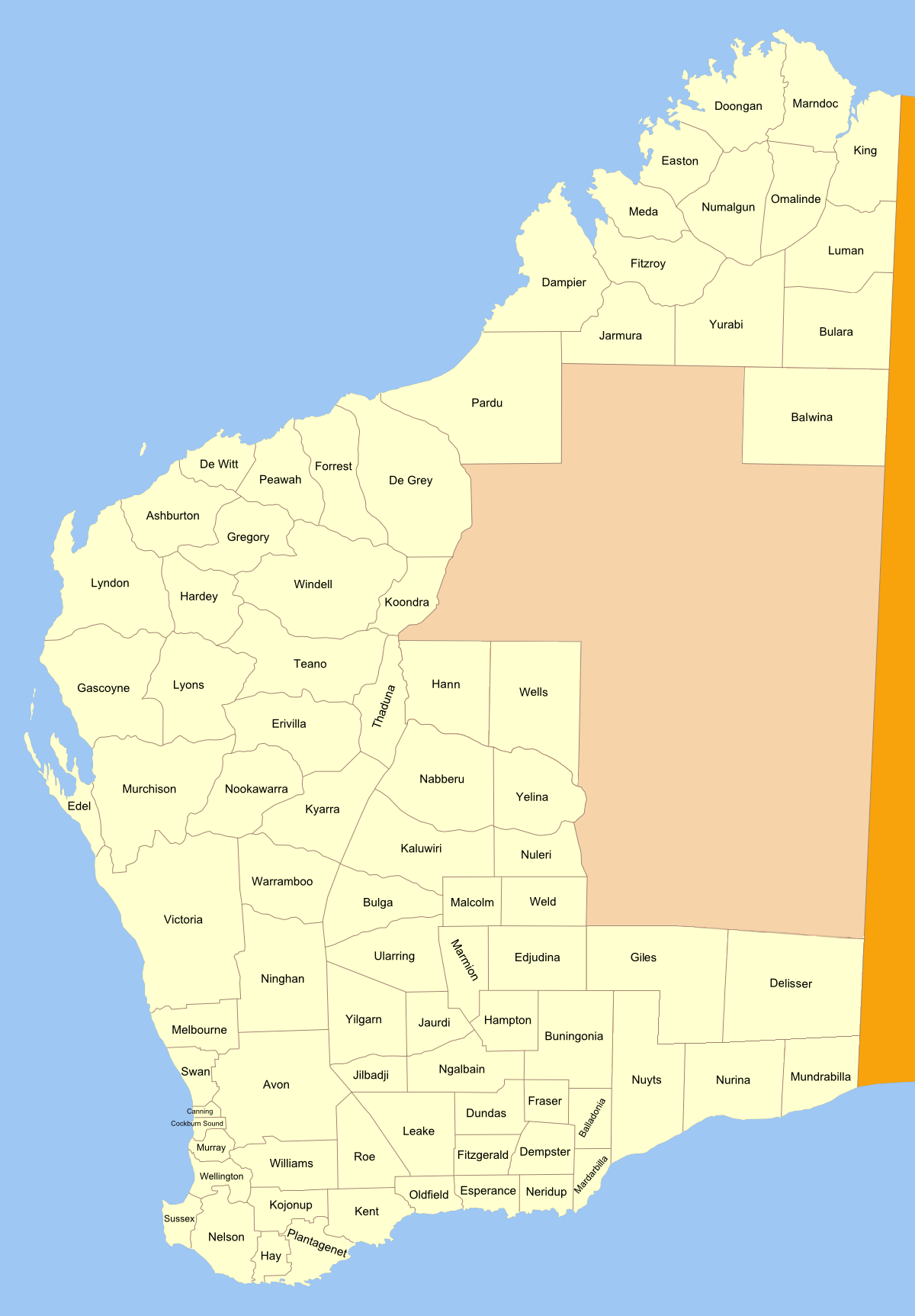
Mapa dos 80 distritos de terra da Austrália Ocidental em 1909

No início do século XX a Austrália Ocidental tinha seis divisões de terra que cobrem todo o estado, dividido em 80 distritos de terra. Os distritos de terra foram subdivididos em locais e lotes. Austrália Ocidental também teve 26 condados, todos localizados no canto sudoeste do estado, ao redor Perth. Os condados foram designados em 1829, o ano da fundação da Colônia Swan River, com Governador Stirling Instruindo que os condados fossem aproximadamente 40 milhas quadradas (1,600 milhas quadradas). Os condados aparecem em alguns mapas do século XIX da Austrália, juntamente com municípios em outros estados, no entanto, foram os distritos de terras que foram utilizados para fins cadastrais, e eram o equivalente dos municípios utilizados nos estados orientais. Em torno do final do século XX, os documentos legais normalmente os escreveram na ordem: distrito da terra, localização, número. Por exemplo: "Swan Localização 2301". Estes são ainda divididos em lotes. Mais recentemente, a Austrália Ocidental usa apenas o lote e os números do plano depositado, como o "Lote 853 no Plano Depositado 222626".